# Ejforija
Euforia (in russo Эйфория?, Ejforija) è un film del 2006 diretto da Ivan Vyrypaev, in concorso alla 63ª Mostra internazionale d'arte cinematografica di Venezia.

## Trama
In un villaggio sperduto nella steppa attraversata dal Don, Pasha (Maksim Ušakov) è fortemente attratto da Vera (Polina Agureeva), che vive con il marito Valery (Mihail Okunev) e la piccola Masha. Quando decide di dirle la verità anche Vera, dal canto suo, si sente inspiegabilmente attratta da lui. Nel momento in cui il marito Valery diventa violento, Vera approfitta per fuggire con Pasha. Il marito li insegue cercando di distruggere il loro amore.